# Ingrid Sjöström
Ingrid Cecilia Sjöström, född 17 juni 1938, är en svensk konsthistoriker och författare.
Ingrid Sjöström disputerade i konsthistoria på Stockholms universitet 1972 med avhandlingen Quadratura i italienskt takmåleri. Hon är docent i konstvetenskap vid Stockholms universitet och har arbetat med projektet Sveriges kyrkor inom Riksantikvarieämbetet. 2010 fick hon Vitterhetsakademiens Gustaf Adolfs medalj "för hennes omfattande verksamhet inom bebyggelsehistoria och kyrkoantikvarisk forskning".